# Równowagowe symulacje klimatu
Równowagowe symulacje klimatu (ang. equilibrium climate simulation) – sposób symulacji zachowania atmosfery lub oceanu dla określonego czasu za pomocą modelu ogólnej cyrkulacji, w którym zmienia się koncentrację gazów cieplarnianych w sposób jednorazowy.
Przykładowo zmienia się koncentrację dwutlenku węgla z wartości przed rewolucją przemysłową (1850) do wartości dwukrotnie większej i model jest całkowany (prognozowany) aż dojdzie do stanu równowagi z nową wartością.